# اولگا اوسیپیان
اولگا اوسیپیان (ارمنی: Օլգա Օսիպյան؛ زادهٔ ۲ سپتامبر ۱۹۹۵ ) بازیکن فوتبال در پست هافبک اهل ارمنستان است.

## باشگاهی
از باشگاه‌هایی که در آن بازی کرده‌است می‌توان به موردووچکا سارانسک، کوکشه و ووشود استارا مایچکا اشاره کرد.

## تیم ملی
وی همچنین در تیم ملی فوتبال زیر ۱۷ سال زنان ارمنستان، تیم ملی فوتبال زیر ۱۹ سال زنان ارمنستان و تیم ملی فوتبال زنان ارمنستان بازی کرده‌است.